# Бобыль
Бобы́ль — в Русском государстве XV — начала XVIII вв. одинокий крестьянин, не имеющий земельного надела (бестягольный, нетяглый, то есть не несущий государственных повинностей).
Назывались также «кутниками»; в восточных губерниях по социальному и налоговому положению близки к сословию тептярей. Бобыль, безземельный крестьянин, у которого, однако, есть своя хата и огород. В просторечии «бобыль» — обнищавший, одинокий, бездомный человек.

## История сословия
Со 2-й половины XV века появились частновладельческие сельские и городские бобыли, занимавшиеся земледелием, ремеслом, мелкой торговлей или работавшие по найму. Бобыли платили владельцу земли оброк — бобыльщину. Впервые бобыли упоминаются в Псковской летописи под 1500 годом. С 1631—1632 годов бобыли стали привлекаться к несению тягла, но в половинном размере по сравнению с крестьянами. По указу о подворном обложении 1679 года бобыли, жившие в собственных дворах, были приравнены в податном отношении к крестьянам. После введения подушной подати в 1718—1724 годах бобыли слились с крестьянами.

### Особенности сословия бобылей в расположении Башкиро-мещерякского войска
В волостях Башкиро-мещерякского войска бобыли сохранились как сословие и после введения подушной подати. Особенность заключалась с одной стороны, в том, что они в отличие от других сословий (тептярей) жили, не оформляя правоустанавливающих документов («явочным порядком»). Состояли преимущественно из представителей финно-угорских народов края (марийцы, мордва, удмурты), встречались и башкиры, чуваши и татары. Среди последних был распространён переход в служилое сословие тептярей. Первоначально платили ясак, не имевший фиксированных размеров. В 1747 году бобыльский и тептярский ясаки были заменены подушной податью в размере 80 коп., после чего в документах упоминается сословие «тептяри и бобыли», существовавшее c некоторыми реорганизациями до 1866 года. В 1855 году тептяри и бобыли были присоединены к военно-служилым сословиям Башкиро-мещерякского войска. После упразднения Башкирского войска больше в документах не упоминаются.